# Ministère des Cultes (France)
Pour les articles homonymes, voir Ministère des Cultes.
Le ministère des Cultes est un ancien ministère du gouvernement français dédié aux relations entre l’État et les religions françaises. Fondé en 1804 sous le Premier Empire, il est la conséquence directe du régime concordataire français qui régit les relations entre le gouvernement français et la hiérarchie catholique. Sous la Troisième République, il est traditionnellement rattaché à un autre portefeuille, le plus souvent celui de l'Intérieur, mais aussi plus rarement celui de l'Instruction publique et des Beaux-arts. De fait, sous ce régime, l'essentiel des pouvoirs est délégué au directeur des Cultes.
De nos jours, sous la Cinquième République, c'est le ministre de l'Intérieur qui est responsable du Bureau central des cultes et du Bureau des cultes du Bas-Rhin, Haut-Rhin et Moselle (Direction des libertés publiques et des affaires juridiques, sous-direction des libertés publiques).